# Ondernemingsraad (Nederland)
Een ondernemingsraad (OR) is een inspraak- en medezeggenschapsorgaan binnen een bedrijf. Een OR bestaat uit werknemers die namens het personeel overleg voeren met de werkgever over het ondernemingsbeleid en de personeelsbelangen. 
Elk bedrijf in Nederland met 50 of meer werknemers (dus geen fte's) is verplicht een eigen ondernemingsraad te hebben. De omvang en samenstelling hiervan kan per bedrijf verschillen. In de Wet op de ondernemingsraden (WOR) zijn de rechten en plichten van de OR vastgelegd.
De eerste ondernemingsraad in Nederland werd opgericht door Jacques van Marken.

## Soorten ondernemingsraden
Een bedrijf kan meer dan één ondernemingsraad hebben. Zo staat GOR voor 'Groepsondernemingsraad' (een OR voor een groep bedrijven binnen één concern) en COR voor 'Centrale Ondernemingsraad' (een overkoepelende OR voor alle bedrijven binnen één concern). Een vergelijkbare term binnen de overheid is DOR (Departementale Ondernemingsraad).
Daarnaast kan er in een bedrijf sprake zijn van een of meer Onderdeelcommissies; een Onderdeelcommissie is een sub-OR met beperktere bevoegdheden. 
Een concern zal in het algemeen verschillende OR'en hebben: een COR, soms ook één of meer GOR'en, en diverse OR'en. Daarnaast is er de EOR, de Europese ondernemingsraad. Die kan aanwezig zijn binnen een concern wanneer het concern vestigingen heeft in verschillende landen binnen de Europese Unie. De term ondernemingsraad/OR wordt voor al deze medezeggenschapsorganen gebruikt.

### Werknemersvertegenwoordiging bij kleinere bedrijven
Een bedrijf met minder dan 50 werknemers kan op grond van de van toepassing zijnde CAO toch verplicht zijn een ondernemingsraad in te stellen. Ook kan een kleiner bedrijf vrijwillig besluiten een ondernemingsraad in te stellen. Wanneer de onderneming meer dan 10 werknemers maar minder dan 50 werknemers heeft en er geen ondernemingsraad is, moet er, indien de meerderheid van het personeel dit wil, een personeelsvertegenwoordiging ingesteld worden, die ook een aantal bevoegdheden heeft.

## Rechten
De ondernemingsraad heeft bij bepaalde typen van beleid, voornamelijk wanneer deze direct de werknemers en hun rechten betreffen, het recht een rol te spelen in de besluitvorming. Dit recht komt met name tot uitdrukking in de volgende vier rechten:
- Overlegrecht
- Adviesrecht
- Instemmingsrecht
- Initiatiefrecht

Ook heeft de ondernemingsraad het recht een adviseur in te schakelen.

### Overlegrecht
De OR heeft het recht overleg te voeren met de werkgever over 'aangelegenheden betreffende de onderneming'. De werkgever is verplicht om hieraan mee te werken. Minstens twee keer per jaar dient een overlegvergadering plaats te vinden waarin de OR en de werkgever de algemene gang van zaken van de onderneming bespreken. De werkgever deelt mee welke belangrijke besluiten hij voorbereidt over financiën of de organisatie en spreekt met de OR af wanneer en hoe de OR in de besluitvorming wordt betrokken. 

### Adviesrecht
Voor besluiten die belangrijke financiële, economische en/of organisatorische gevolgen hebben voor de onderneming, moet de ondernemer door middel van een adviesaanvraag advies inwinnen bij de OR. De ondernemer moet het advies serieus meewegen in de besluitvorming. Wijkt de ondernemer af van het advies, dan moet hij dit schriftelijk motiveren naar de OR. Wanneer de ondernemer een besluit neemt dat afwijkt van het advies van de OR, dan moet de ondernemer een maand wachten tot hij het besluit uit mag voeren.
De OR kan binnen een maand na kennisname van het besluit een procedure starten bij de [Ondernemingskamer] (OK) van het Gerechtshof in Amsterdam. De OK kan de ondernemer dwingen het besluit in te trekken, gevolgen terug te draaien en/of de uitvoering van het besluit te staken. De OK toetst "marginaal"; dat wil zeggen dat de OK uitsluitend toetst of de ondernemer redelijkerwijze tot zijn besluit heeft kunnen komen (Art. 26 lid 4 WOR). Het gevolg is dat de OR inhoudelijke procedures bij de OK bijna altijd verliest. Als de ondernemer de regels van het adviesrecht niet in acht heeft genomen, wordt de OR in het algemeen in het gelijk gesteld en zal de ondernemer alsnog een adequaat adviestraject in gang moeten zetten.

### Instemmingsrecht
Voor besluiten die direct betrekking hebben op een aantal personele regelingen (zoals een werktijdenregeling of een regeling met betrekking tot arbeidsomstandigheden) moet de ondernemer instemming hebben van de OR voordat het besluit ten uitvoer mag worden gebracht.
Als de OR geen instemming geeft aan een voorgenomen besluit, en de ondernemer toch zijn besluit wil uitvoeren, kan de ondernemer "vervangende toestemming" aan de kantonrechter vragen. De kantonrechter zal daar alleen in meegaan indien de beslissing van de ondernemingsraad om geen instemming te geven onredelijk is, of het voorgenomen besluit van de ondernemer noodzakelijk is wegens zwaarwegende bedrijfsorganisatorische, bedrijfseconomische of bedrijfssociale redenen (Art. 27 lid 4 en 6 WOR). Hierbij vindt dus een "volledige belangenafweging plaats".

### Initiatiefrecht
De OR kan de ondernemer voorstellen doen over zaken die de onderneming betreffen.

## Internationale concerns
Bij een aantal handelingen van in het buitenland beursgenoteerde ondernemingen zijn de regels en procedures vaak zeer afwijkend van die in Nederland. Voor de OR van een Nederlandse vestiging van een dergelijk bedrijf levert dat soms knelpunten op. Buitenlandse regels eisen vaak geheimhouding tot het moment van de handeling, met name als het een fusie of overname betreft. Buitenlandse toezichthouders kunnen bij overtreding boetes en zelfs gevangenisstraf uitdelen. De WOR eist echter tijdig overleg over dergelijke voornemens.

## Ontslagbescherming
Leden van een OR hebben tijdens één tot twee jaar na beëindiging van hun OR-lidmaatschap een zekere mate van ontslagbescherming. Gedurende het OR-lidmaatschap mag de werkgever de arbeidsovereenkomst met het OR-lid niet opzeggen wegens dat lidmaatschap, tenzij er sprake is van reorganisatie. Datzelfde geldt voor de ambtelijk secretaris van de OR (die niet zelf lid van de OR is).
Wanneer een werkgever de arbeidsovereenkomst wil gaan opzeggen met een werknemer die op de kandidatenlijst voor de OR staat, of met een werknemer die korter dan twee jaar geleden lid van de OR is geworden, heeft hij daarvoor toestemming van de kantonrechter nodig. De ontslagbescherming geldt niet bij ontslag tijdens proeftijd of wegens dringende reden.